# Хорошаево
Хорошаево (баш. Хорошаев) — деревня в Караидельском районе Республики Башкортостан Российской Федерации. Входит в состав Урюш-Битуллинского сельсовета.

## География

### Географическое положение
Находится на берегу Павловского водохранилища реки Уфы.
Расстояние до:
- районного центра (Караидель): 47 км,
- ближайшей ж/д станции (Щучье Озеро): 115 км.

## Население
| 2002 | 2009 | 2010 |
| ---- | ---- | ---- |
| 14   | ↘8   | ↗20  |

Национальный состав
Согласно переписи 2002 года, преобладающая национальность — русские (100 %).

## Религия
В деревне строится православная часовня Рождества Пресвятой Богородицы.